# NGC 2071
NGC 2171 är en reflektionsnebulosa i stjärnbilden Orion. Den upptäcktes den 1 januari 1786 av William Herschel.